# 이남기 (1949년)
이남기(李南基, 1949년 12월 10일 ~ 2025년 8월 11일)는 대한민국의 기업인이다. 박근혜 정부 초대 대통령비서실 홍보수석을 지냈고, JIBS 제주방송의 대표이사 사장을 역임하고 있다.

## 출신 학교
- 살레시오고등학교
- 성균관대학교 신문방송학과 학사
- 서울대학교 대학원 신문학 석사
- 성균관대학교 대학원 언론학 박사

## 주요 경력
- 1974년 11월 : TBC 동앙방송 PD
- 1980년 12월 : KBS 예능본부 PD
- 1993년 4월 : SBS 예능운영팀 CP
- 1995년 10월 : SBS 예능본부 국장
- 1998년 11월 : SBS 제작본부 부본부장
- 1999년 3월 : SBS 보도본부장 이사
- 2001년 11월 : SBS 제작본부장 상무이사
- 2004년 : 건국대학교 언론홍보대학원 겸임교수
- 2005년 2월 : SBS 기획본부장 상무이사
- 2006년 1월 ~ 2006년 12월 : 여의도클럽 회장
- 2007년 1월 : 서울문화재단 이사
- 2007년 3월 ~ 2010년 : SBS 콘텐츠허브 대표이사 사장
- 2009년 12월 ~ 2010년 12월 : 융합형콘텐츠산업포럼 의장
- 2010년 1월 ~ 2011년 12월 : SBS 부사장
- 2011년 12월 ~ 2013년 2월 : SBS 미디어홀딩스 대표이사 사장
- 2012년 3월 ~ 2012년 2월 : SBS 이사회 의장
- 2013년 2월 ~ 2013년 5월 : 청와대 대통령비서실 홍보수석비서관
- 2014년 3월 ~ 2017년 12월 : 제 6대 KT스카이라이프 대표이사 사장
- 2014년 3월 : 성균관대학교 문화융합대학원 교수
- 2019년 1월 ~ 2020년 12월 : JIBS 대표이사 사장
- 사단법인 한국언론인협회 부회장

## 수상 경력
- KBS 연출상
- SBS 개국유공상
- SBS 작품상
- 성균관대학교 언론대상
- 은관 문화훈장

## 가족 관계
- 배우자: 박현애
  - 아들: 이중호, 이선호
    - 며느리: 김형진, 박도현

| 전임 최금락 | 초대 대통령비서실 홍보수석 2013년 3월 25일 ~ 2013년 5월 22일 | 후임 이정현 |